# Les Trois-Évêchés (massif des Trois-Évêchés)
Pour les articles homonymes, voir Trois-Évêchés.
Ne doit pas être confondu avec Pic des Trois-Évêchés.
Les Trois-Évêchés est un sommet des Alpes-de-Haute-Provence situé entre les vallons du Laverq (vallée de l'Ubaye) et de l'Aiguille (affluent du Verdon). Il domine la station de ski de La Foux d'Allos. Il marquait la frontière entre les évêchés de Digne, Embrun et Senez.

## Géographie
Le sommet forme avec la tête de l'Estrop un massif parfois désigné sous le nom de massif des Trois-Évêchés.
Contrairement à ce que son nom peut laisser penser, le sommet ne forme pas le point de jonction des bassins versants de la Bléone, de l'Ubaye et du Verdon. Ce point est une petite butte, cotée 2 774 m, 100 mètres au sud-ouest du sommet, sur la crête le reliant à la tête de l'Estrop.